# Cryptophilharmostes mahunkai
Cryptophilharmostes mahunkai là một loài bọ cánh cứng trong họ Hybosoridae. Loài này được Ballerio miêu tả khoa học năm 2000.